# ピンプ
ピンプ(英: Pimp)はアメリカで女たらしという意味で用いられるスラング。もともとはポン引きなどの売春斡旋業者を指す語であったが、最近はこの意で使われる場合が多い。黒人達の間では成金、金持ちや比較的社会的地位の高い者を揶揄する場合、または“クール”などのかわりに形容詞として用いられる場合もある（用例：ピンプカー(Pimp Car)。ピンプスーツ（Pimp Suit)、MTVのTV番組のタイトル｢Pimp My Ride｣など）。

## ピンプを描いた小説
- 『ピンプ アイスバーグ・スリムのストリート売春稼業』発売日：2017年3月17日 出版社：DU BOOKS 著者：アイスバーグ・スリム　訳者：浅尾敦則 ISBN 978-4-866470-14-6